# Parafia św. Leonarda w Grzebsku
Parafia pw. Świętego Leonarda w Grzebsku – parafia rzymskokatolicka należąca do dekanatu mławskiego wschodniego, diecezji płockiej, metropolii warszawskiej. Poprzednio należała do dekanatu dzierzgowskiego, diecezji płockiej, metropolii warszawskiej.